# Guardião Vermelho
O Guardião Vermelho, em inglês Red Guardian (em russo: Красный хранитель/Krasnij Khranitel) é um nome que pertenceu a vários super-heróis que aparecem na Histórias em Quadrinhos publicadas pela Marvel Comics. O Guardião Vermelho é uma identidade que foi criada como uma versão soviética do Capitão América. 

## Biografia do personagem fictício
Muitas pessoas já assumiram o manto de Guardião Vermelho, entre elas:

### Aleksey Lebedev
Aleksey Lebedev, a versão da Era de Ouro do Guardião Vermelho, apareceu pela primeira vez em Namor, Sub-Mariner Annual #1. Não se sabe muito sobre ele, mas é sabido que ele lutou ao lado de Capitão América (William Naslund) e o Sub-Mariner, na Conferência de Potsdam, em julho de 1945. Ele começou sua carreira durante a II Guerra Mundial e reuniu-se a Esquadrão Vitorioso (anteriormente os Invasores), logo após o final da guerra. Como os outros Guardiões Vermelhos, ele foi criado como uma contrapartida Soviética para o Capitão América. Mais tarde ele foi aparentemente morto durante os expurgos dos anos de 1950, opondo-se a brutal experiências que viria a criar o seu sucessor.

### Alexi Shostakov
Alexi Alanovich Shostakov foi o segundo Guardião Vermelho, e foi criado por Roy Thomas e John Buscema. 
Nasceu em Moscou, e foi o marido da Viúva Negra. Ele e sua esposa tornaram-se agentes dos Soviéticos: ela se tornou a Viúva Negra, enquanto ele se tornou um piloto de teste e agente da KGB, e em seguida foi treinado para ser uma contraparte soviética do Capitão América, como o "Guardião Vermelho II".
Foi um dos mais renomados pilotos da União Soviética. Durante a II Guerra Mundial na Frente Oriental, ele abateu um grande número de aviões de combate Luftwaffe em batalhas aéreas e foi creditado por ajudar a Força Aérea Soviética a conquistar supremacia aérea sobre os céus de Stalingrado e Kursk. Por causa de sua extraordinária habilidade, Shostakov era escolhido para os testes mais secretos e perigosos e para as aeronaves novas para a União Soviética. Isto incluiu ser o primeiro piloto para fazer voo de teste no Mig 15. A mídia controlada pelo Estado Soviético divulgava fortemente isso e certas outras missões suas, como suas batalhas aéreas contra a Força Aérea dos Estados Unidos sobre a Alameda dos MiGs, durante a Guerra da Coreia. Assim, Shostakov foi condecorado herói da União Soviética. Ele também foi bem sucedido em sua vida privada, tendo se casado com a igualmente famosa bailarina Natalie (também conhecido como Natasha) Romanova.

## Poderes e habilidades
Nenhum dos Guardiões Vermelhos têm revelado possuir força sobre humana, poderes ou habilidades, com exceção de Tania Belinsky. Todos são atletas altamente qualificados. Mesmo assim, Alexi no seu primeiro encontro com o Capitão América, conseguiu surpreendê-lo com sua velocidade e reflexos. Os poderes e habilidades do sétimo Guardião ainda não foram completamente revelados, mas ele é um perito engenheiro.

## Outras versões

### Exilados/Terra-3470
Um  Guardião Vermelho na armadura corporal completa da Terra-3470 é exibida.

### Guerra Civil: House of M
Guardião Vermelho foi visto como um membro do Soviete de Super Soldados.

### Marvel Zombies
Um Guardião Vermelho é visto como um dos muitos zumbis vagando de Nova York à procura de vítimas.Predefinição:Issue

### Ultimate Marvel
Numa mini-série do Universo Ultimate Marvel, há uma versão do personagem. Neste universo, Guardião é um super soldado russo com o codinome "Capitão Rússia". Depois de uma briga entre com o Capitão America, Capitão o derrota. 

### Bullet Points
Na realidade de Bullet Points, Alexi Shostakov foi mostrado como um dos heróis que tentaram parar Galactus.

## Outras mídias
- Alexei Shostakov aparece no filme Viúva Negra, lançado em 2021,[7] interpretado pelo ator David Harbour.[8] No filme, além de ter sido um contraporte soviético do Capitão América, Alexei foi parte de uma missão de infiltração da KGB aos Estados Unidos nos anos 90, onde posou como marido de Melina Vostakoff e pai de Natasha Romanoff e Yelena Belova. No presente, as "filhas", agora Viúvas Negras renegadas, libertam Alexei da prisão com o propósito de descobrir o paradeiro de Melina.
- No filme Thunderbolts* (2025) tem Alexei sendo recrutado para a equipe homônima, liderada por Yelena.
- A animação What If...? tem duas versões alternativas de Alexei, uma que é um dos Vingadores que pilotam grandes mechas, e outra que impediu o Soldado Invernal de matar os pais do Homem de Ferro.
- No filme LEGO Vingadores Marvel: Código Vermelho, ele é pai da Viúva Negra.

### Vídeo games
- No game The Punisher (2005), Viúva Negra menciona ao Justiceiro o nome do "Guardião Vermelho".
- A versão de Alexei Shostakov aparece em Lego Marvel Super Heroes 2 (2017).
- Nos jogos para dispositivos móveis Marvel Contest of Champions, Marvel Future Fight, Marvel Puzzle Quest, e Marvel Strike Force, Guardião Vermelho é um personagem jogável.